# Postamt (Ludwigshafen-Oggersheim)

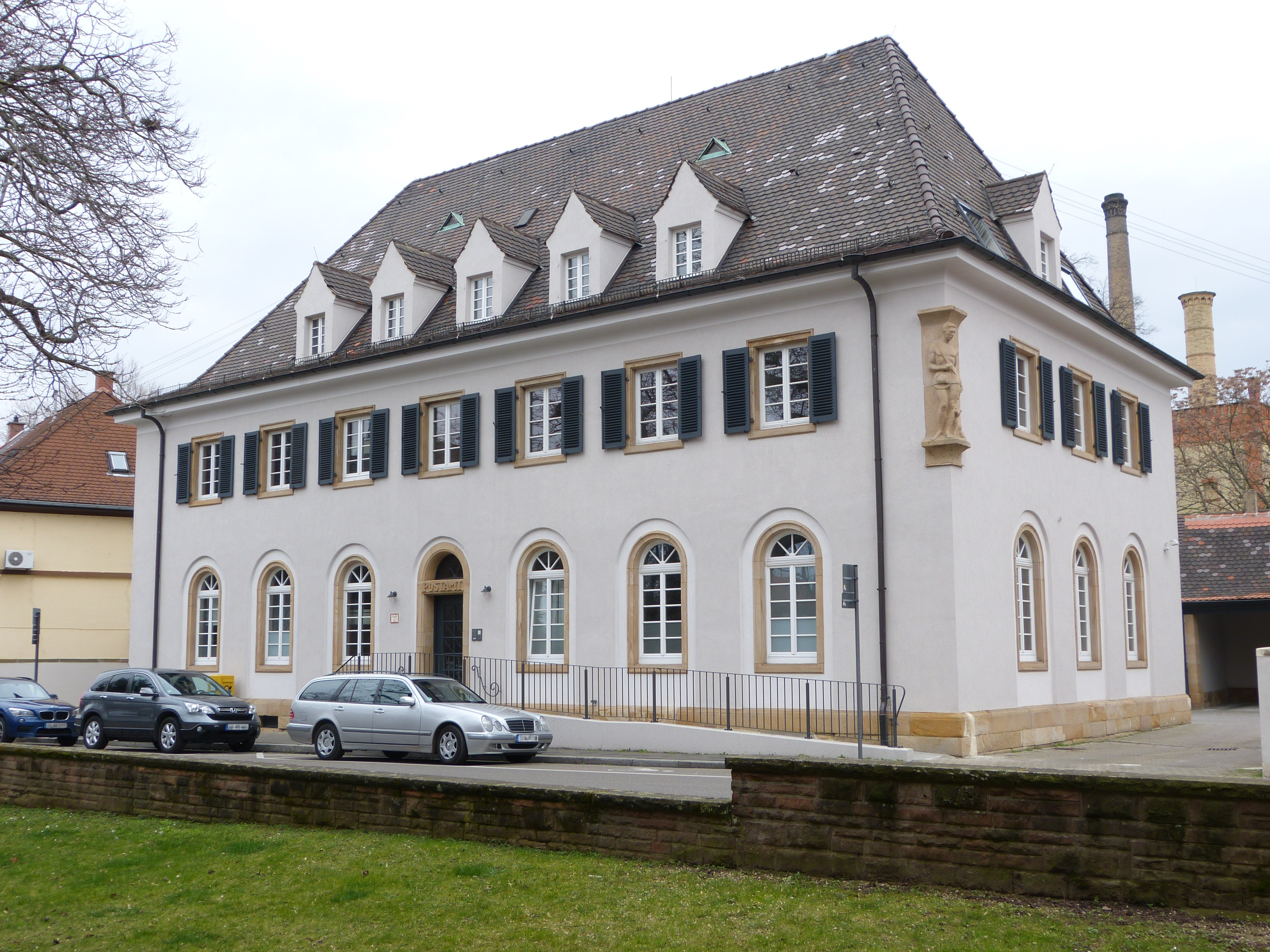
Das ehemalige Postamt in Oggersheim

Das ehemalige Postamtsgebäude im Ludwigshafener Stadtteil Oggersheim ist ein Baudenkmal aus dem Anfang des 20. Jahrhunderts.

## Beschreibung
Das unter Denkmalschutz stehende ehemalige Postamtsgebäude wurde 1927 erstellt, es entstammt der Planungsfeder des aus Altenglan stammenden Architekten Heinrich Müller. Es handelt sich um einen Walmdachbau mit Remise, der mit einer Merkurfigur des Bildhauers Theobald Hauck geschmückt ist. Die Grundmauern des Gebäudes bestehen aus verputzten Hausteinen.
Der zweistöckige Putzbau, dessen Proportionen dem Spätbarock angelehnt sind, besitzt Rundbogenfenster und -türen in seinem Erdgeschoss. Die Gliederungen sind in Sandstein ausgeführt. Den Zweiten Weltkrieg überstand das Gebäude unbeschadet, sodass es sich auch nach seiner Schließung im Jahr 2009 noch beinahe originalgetreu darstellt, inklusive des zugehörigen Hinterhofs.
Müller gestaltete gewöhnlich Bauten mit höherwertigen Ausstattungen und Merkmalen. Bei dem Postamtsgebäude in Oggersheim verzichtete er auf außergewöhnliche Merkmale, da er mit dem Postamt keine Konkurrenz mit der benachbarten Markuskirche und dem Schillerhaus wie auch anderen, großformatigen Häusern in der näheren Umgebung eingehen konnte und auch nicht wollte. Aus diesem Grunde beschränkte sich Müller bei diesem Gebäude auf die Hermesfigur (bzw. Merkurfigur) und Blendarkaden, um dem Gebäude eine gewisse außerordentliche Note zu geben.